# Gwen Ringwood
Gwendolyn Ringwood z d. Pharis (ur. 13 sierpnia 1910 w Anatone w stanie Waszyngton, zm. 24 maja 1984 k. Williams Lake w Kolumbii Brytyjskiej) – kanadyjska dramatopisarka.

## Życiorys
Była córką nauczyciela szkół podstawowych w Albercie, w 1926 wraz z rodziną przeniosła się do Montany, gdzie uczyła się w szkole średniej i grała w przedstawieniach. Po powrocie rodziny do Kanady ukończyła studia na Uniwersytecie Alberty i związała się z teatrem. Studiowała dramatopisarstwo w Karolinie Północnej, gdzie w 1938 napisała jednoaktową sztukę Still Stands the House, wystawioną w tym stanie. Po powrocie do Alberty w 1939 poślubiła Johna Ringwooda, pracowała na Uniwersytecie Alberty. Podczas II wojny światowej mieszkała w Edmonton. Pisała sztuki o tematyce regionalnej, zebrane w The Collected Plays of Gwen Pharis Ringwood w 1982. Przyczyniła się do rozwoju kanadyjskiego dramatu, pisała również słuchowiska radiowe. Jej imieniem nazwano teatr w Williams Lake.